# 宇波刀神社 (韮崎市)
宇波刀神社（うわとじんじゃ）は、山梨県韮崎市の神社。

## 歴史
反正天皇の御代（古墳時代）、反正天皇の第2皇女円比女によって創建されたという。円比女は領地として当地に封ぜられ、諏訪明神を勧請したものといわれている。
当社には「扇面御正躰」と呼ばれる懸仏がある。懸仏とは「御正体（躰）」ともいい、本地垂迹に基づく神仏習合の産物である。当社の懸仏は、薄い銅板の扇面に諏訪明神の本地仏とされる普賢菩薩を打ち出したものである。「永正三年（1506年）」の銘がある。「鉄造如来形坐像」とともに山梨県の文化財に指定されている。

## 文化財
- 扇面御正躰 付鉄造如来形坐像1躯（山梨県指定有形文化財 昭和39年11月19日指定）[2]

## 交通アクセス
- 須玉ICより車14分。